# Chvaletice
Chvaletice là một thị trấn thuộc huyện Pardubice, vùng Pardubický, Cộng hòa Séc.